# Eurysolen
Eurysolen là một chi thực vật có hoa trong họ Hoa môi (Lamiaceae).

## Loài
Chi Eurysolen gồm các loài: